# Ewa Adamek
Ewa Magdalena Adamek – polska farmaceutka, doktor habilitowany nauk farmaceutycznych, pracownik naukowy  na Śląskim Uniwersytecie Medycznym w Katowicach, specjalistka od biochemii farmaceutycznej.

## Kariera naukowa
W 1995 roku na Wydziale Matematyki, Fizyki i Chemii Uniwersytetu Śląskiego uzyskała tytuł magistra chemii. W tym samym roku została zatrudniona na Ślaskim Uniwersytecie Medycznym w Katowicach, gdzie 2003 roku na jego Wydziale Nauk Farmaceutycznych uzyskała stopień doktora nauk farmaceutycznych na podstawie rozprawy pt. Ocena in vitro zmian aktywności enzymów antyoksydacyjnych w hepatocytach szczurów, w obecności jonów fluorkowych i kwasu askorbinowego, której promotorem był Władysław Wardas. W 2018 roku ten sam wydział nadał jej stopień doktora habilitowanego nauk farmaceutycznych na podstawie pracy pt. Usuwanie sulfonamidów ze środowiska wodnego metodami degradacji oraz oddziaływanie produktów ich rozkładu na środowisko.